# Hoplocorypha nana
Hoplocorypha nana är en bönsyrseart som beskrevs av Sjöstedt 1909. Hoplocorypha nana ingår i släktet Hoplocorypha och familjen Thespidae. Inga underarter finns listade i Catalogue of Life.